# Экономика Зимбабве
Экономика Зимбабве — Зимбабве относится к числу наиболее бедных государств африканского континента, основная часть населения занята в сельском хозяйстве. Также имеется промышленность, в том числе добыча золота и алмазов. В 2000-е годы в стране был проведен ряд реформ; в условиях гиперинфляции Зимбабве отказалась от эмиссии национальной валюты и перешла на доллар США.

## История
В колониальный период в Зимбабве сложилось развитое сельское хозяйство, причем в отличие от соседних стран, основная часть обрабатываемой земли принадлежала белому меньшинству. Также в колониальный период была создана промышленность (прежде всего, горнодобывающая). В 1990-е годы в стране прошли либеральные реформы при финансовой помощи МВФ, после которых в 1991—1995 годах резко увеличились как экспорт, так и импорт Зимбабве, но к 2000 году оба этих показателя упали.
В 2000-е годы в стране был проведен ряд преобразований, главным из которых была конфискация земель белого меньшинства и передача их чёрному населению. В результате, в 2002—2008 годах ВВП страны ежегодно снижался, вырос государственный долг (131 % ВВП в 2008 году), а инфляция в 2008 году составила 231 000 000 %. В период с 2000 по конец 2007 годов сельскохозяйственная продукция сократилась на 51 %, а промышленная продукция на 47 %. Иностранные инвестиции сократились с 400 млн. долл. США в 1998 г. до 30 млн в 2007. Против страны были предприняты экономические санкции ООН, которые касались в первую очередь 130 функционеров ЗАНУ-ПФ. 30 июля 2008 года глава Центробанка Зимбабве Гидеон Гоно объявил, что 1 августа 2008 года доллар Зимбабве будет деноминирован в 10 000 000 000 раз. Таким образом 1 новый ZWD равняется 10 миллиардам старых. Кроме того, разрешено хождение долларов США и евро. 16 января 2009 года в свет вышла купюра достоинством в 100 000 000 000 000 (100 триллионов) зимбабвийских долларов. 2 февраля 2009 года Центробанк Зимбабве провёл очередную деноминацию, убрав с банкнот по 12 нулей, таким образом 1 триллион ZWD превратился в 1, курс которого составил 0,25 доллара США (на 2 февраля).
В этих условиях власти Зимбабве отказались от эмиссии национальной валюты и перешли на доллар США, что позволило сбить уровень инфляции и стабилизировать положение в экономике. Уже в 2009 году экономика Зимбабве пошла вверх. В 2010 и 2011 рост составил более 9 %, а в 2012 из-за неурожая и падения цен на алмазы — 5,5 %. Инфляция в 2011 году составила 5,4 %, в 2012 году — 8,3 %.

## Сельское хозяйство
В сельском хозяйстве занято 66 % трудоспособного населения (1996), оно даёт 20 % ВВП (2015). Обрабатывается 8,3 % территории, орошается 174 тыс. га земли. Главными экспортными культурами является табак (3 место в мире), хлопок, чай (22 тыс. т) и сахарный тростник (3,3 млн т). Для внутреннего потребления выращиваются пшеница (140 тыс. т), кукуруза (900 тыс. т), овощи (135 тыс. т). Частые засухи наносят большой ущерб сельскому хозяйству. В 2000-е годы в Зимбабве прошла аграрная реформа, выразившаяся в конфискации земель белого меньшинства и распределении их среди чёрного большинства. О масштабах и скорости конфискации можно судить по следующим цифрам: менее чем за год (с июня 2000 года по февраль 2001 года) правительством были принудительно отчуждены 2706 хозяйств суммарной площадью более 6 млн гектар. Оценки результативности реформы в исследованиях разнятся. Сторонники её проведения указывают на то, что она вернула безземельному чёрному большинству земли их предков, которые несправедливо были отчуждены в колониальный период. Например, содиректор Института исследований в области развития Университета Сассекса в 2010 году оценил её результаты положительно. Тем не менее, МВФ приостановил финансовую поддержку Зимбабве, а Евросоюз ввел санкции против правительства Мугабе.

## Промышленность
В промышленности занято 10 % трудоспособного населения, оно даёт 26 % ВВП. Работают предприятия текстильной и табачной промышленности, по производству автомобильных аккумуляторов и переработке сельскохозяйственного сырья. Ведётся промышленная добыча железа, золота, асбеста, каменного угля, серебра, никеля, платины, при этом наиболее важную роль играет добыча золота. В 1996 году началась добыча алмазов. На легкую промышленность оказало негативное влияние аграрная реформа 2000-х годов. В 2001 году спад в обрабатывающей промышленности составил 10,1 % (производство табачных изделий и пива упало на 32,2 %, текстиля и пряжи — на 18,1 %, сахара — на 4,8 %).
Спад производства в обрабатывающей промышленности в наибольшей степени затронул текстильную отрасль. Главные направления: металлургия и металлообработка (производство медного кабеля, деталей из феррохрома, металлоконструкций), автомобильная (сборка автомобилей «Nissan», заводы в Хараре и Мутаре), химическая, нефтеперерабатывающая, табачная, пищевая (чай в Мутаре, сахар в Махенну, а также мясные и фруктовые консервы и др.), текстильная (заводы по переработке хлопка в Хараре, Кадоме) и швейная, кожевенно-обувная, мебельная, производство строительных материалов.

## Энергетика
Суммарные запасы энергоносителей оцениваются в размере 0,485 млрд тут (в угольном эквиваленте). В соответствии с данными UNSD и EES EAEC основные показатели за 2019 год следующие.  Производство  органического топлива - 15709 тыс. тут. Общая поставка - 16051 тыс. тут. На преобразование  на электростанциях и отопительных установках  израсходовано  5449  тыс. тут или  15,3 %  от общей поставки. Установленная мощность – нетто электростанций - 2346 МВт, в том числе: тепловые электростанции, сжигающие органическое топливо (ТЭС) -  53,9  % ,  возобновляемые источники энергии (ВИЭ) - 46,1 %. Производство электроэнергии-брутто - 7792 млн. кВт∙ч , в том числе:  ТЭС - 55,0  % , ВИЭ -  45,0 %.  Конечное  потребление  электроэнергии  - 7255 млн. кВт∙ч, из которого: промышленность -  43,5 %, бытовые потребители - 33,3 %, коммерческий сектор и предприятия общего пользования -  16,5  %, сельское, лесное хозяйство и рыболовство - 5,9 %, другие потребители - 0,7 %. Показатели энергетической эффективности за 2019 год: душевое потребление валового внутреннего продукта по паритету покупательной способности (в номинальных ценах) - 2294 долларов, душевое (валовое) потребление электроэнергии - 487 кВт∙ч, душевое потребление электроэнергии населением - 162 кВт∙ч. Число часов использования установленной мощности-нетто электростанций - 3248 часов

## Транспорт
Правительство Зимбабве является основным поставщиком воздушных, железнодорожных и автомобильных услуг, исторически участие частных инвесторов в транспортной инфраструктуре было незначительным.

### Железнодорожный транспорт
Железнодорожным оператором являются Национальные железные дороги Зимбабве.
Протяжённость дорог: 3427 км (на 2012 год). Железные дороги узкоколейные, электрификация была отключена из-за проблем с электроснабжением в 2008 году.

### Автомагистрали
В Зимбабве 88 100 км дорог, из них 17 400 км с твёрдым покрытием.
Около 5 % дорожной сети составляют основные автомагистрали. Главные дороги являются наиболее загруженными, и, в большинстве своём, связывают соседние страны. Зимбабве пересекает два Трансафриканских автомобильных маршрута:
1. Шоссе Каир-Кейптаун
2. Шоссе Бейра-Лобиту[англ.]

Эти дороги играют важную роль в импорте и экспорте товаров и транзитных грузов в страну и из страны. Некоторые основные дороги классифицируются как региональные дорожные коридоры.

#### Система магистральных дорог
Главные и второстепенные дороги вместе составляют систему магистральных дорог, которая обеспечивает 70 % автомобильного движения. Трафик измеряется в автомобильных километрах. Система магистральных дорог находится в ведении Департамента автомобильных дорог.

#### Второстепенные дороги
Второстепенные дороги составляют 14 % сети. Второстепенные дороги связывают крупные центры внутри страны. Они образуют надёжную сеть для движения как людей, так и товаров. Некоторые второстепенные дороги асфальтированы, остальные — гравийные, в то время, как все основные дороги заасфальтированы.

#### Городские дороги
Городские дороги составляют 9 % дорожной сети. Городские дороги находятся в ведении городских советов и муниципалитетов.

### Водные пути
Водные пути не используются для коммерческого транспорта; хотя на озере Кариба возможна навигация.

### Трубопроводы
Имеется трубопровод для нефтепродуктов длиной 270 км (2013).

### Порты и гавани
Бинга и Кариба находятся на озере Кариба.

### Аэропорты
- всего — 196 (2013)[21], в том числе:
  - с твёрдым покрытием — 17
  - без твёрдого покрытия — 179

## Внешняя торговля
- Экспорт: $3,301 млрд (2015)[5]
- Статьи экспорта: платина, хлопок, табак, золото, одежда
- Партнёры по экспорту: Китай 27,8 %, Демократическая Республика Конго 12,3 %, Ботсвана 11 %, ЮАР 6,8 %, Бельгия 4,4 %, Замбия 4,1 % (2014)
- Импорт: $5,207 млрд (2015)[5]
- Статьи импорта: машины и оборудование, химикаты, топливо, продовольствие
- Партнёры по импорту: ЮАР 49,7 %, Китай 8,8 %, Замбия 5,5 %, Индия 4,3 % (2014)

Входит в международную организацию стран АКТ.
Объём торговли с США после введения Вашингтоном санкций против Зимбабве в 2001 году заметно снизился за счет сокращения зимбабвийского экспорта. В 2000 году товарооборот двух стран составил 164,8 млн долларов (в том числе американские поставки — 52,3 млн долларов), а в 2013 году он был только 74,4 млн долларов (в том числе американские поставки — 60,5 млн долларов).

## Безработица
Лишь незначительная часть населения (около 6 % в 2009 году) имеет работу. Причиной этого является развал промышленности и неудачная реформа сельского хозяйства. В 2017—2018 уровень безработицы оценивался в 90-95 %.

## Экономические санкции и их роль в экономическом кризисе Зимбабве
Зимбабве с 2002 года находится под экономическими санкциями США и Евросоюза (по состоянию на февраль 2015 года ЕС снял почти все санкции). В 2008 г. Россия и Китай наложили в СБ ООН вето на американский проект санкций против правительства Мугабе. Власти Зимбабве оценили ущерб только от санкций ЕС в 42 млрд долларов (такое число фигурирует в иске, предъявленном властями Зимбабве в Европейский суд в 2012 году), но возможно это число завышено. Руководство Зимбабве считает, что причиной экономического кризиса явилась «империалистическая расистская политика» против народа своей страны.